# Günter Blobel
Günter Blobel, nemško-ameriški biolog, pedagog, akademik in nobelovec, * 21. maj 1936, Waltersdorf, Šlezija, Nemčija (zdaj Niegosławice, Lubuško vojvodstvo, Poljska), † 18. februar 2018, New York, Združene države Amerike.
Leta 1999 je prejel Nobelovo nagrado za fiziologijo ali medicino za odkritje da novo sintetizirani proteini vključujejo »naslove«, ki jih usmerjajo na pravo lokacijo znotraj celice.
Bil je član Nacionalne akademije znanosti ZDA in Pontifikalne akademije znanosti. Od leta 2003 je deloval na Univerzi Rockefeller v New Yorku.